# Lotte Calm
Charlotte Alice „Lotte“ Calm, verheiratete Lotte Calm-Wierink (* 7. Oktober 1897 in Königliche Weinberge bei Prag; † 1974 in Leiden) war eine österreichische Kunstgewerblerin. Sie entwarf für die Wiener Werkstätte und war besonders für ihre Textilentwürfe und Keramiken bekannt. Calm war Mitglied im Österreichischen Werkbund und in der Wiener Frauenkunst.

## Leben und Werk
Lotte Calm war die Tochter von Meta Calm, geborene Graumann und deren Ehemann, dem Schuldirektor Ferdinand Calm. Nach dem Besuch einer Volksschule und eines Lyzeums in Wien bewarb sie sich an der Wiener Kunstgewerbeschule und wurde 1914 in die Allgemeine Abteilung bei Oskar Strnad aufgenommen. 1915 studierte sie in der Fachklasse für Architektur bei Josef Hoffmann. Zu ihren Lehrern gehörten weiter Franz Čižek, Rudolf von Larisch und Anton Hanak (Fachklasse Bildhauerei). Sie beteiligte sich am Mappenwerk Mode Wien (1914/15) und Das Leben einer Dame (1916). Ab 1916 wendete sich Lotte Calm immer mehr der Keramik zu. Ihr Hauptinteresse lag bei der figürlichen Darstellung.
Den Abschluss an der Wiener Kunstgewerbeschule machte sie im Jahr 1918. Im gleichen Jahr wurde sie Mitarbeiterin der Wiener Werkstätte und entwarf Textilien, Stoffmuster, Mode, Schmuck, Holz- und Papierarbeiten, Gobelin- und Seidentaschen, Lampenschirme, Spielzeug und Glasdekore, Gefäßkeramik, sowie figürliche und szenische Keramik. Sie bekam gemeinsam mit den Kolleginnen Lilly Jacobsen, Fritzi Löw, Anni Schröder und Vally Wieselthier den Auftrag, den Stiegenaufgang zur Textilabteilung der Wiener Werkstätte (WW) in der Kärntner Straße 32 mit Wandbildern zu verzieren. Schon ihre ersten keramischen Stücke für die WW wurden in der Zeitschrift Deutsche Kunst und Dekoration veröffentlicht. Ihre Motive umfassten Einzelfiguren und Figurengruppen sowie Reliefarbeiten mit pflanzlichen und figürlichen Darstellungen. Ihre Signatur waren ihre Initialen LC. Calm war künstlerische Mitarbeiterin der Keramikmanufaktur Tonindustrie Scheibbs.
Auf der Kunstschau 1920 zeigten Lotte Calm, Vally Wieselthier, Susi Singer, Reni Schaschl und Hedwig Schmidl erstmals die Frauenköpfe. Diese in Varianten entwickelten kleinformatigen Skulpturen wurden bewusst grob modelliert und expressionistisch verzerrt. Sie stellten mythologische Figuren wie Göttinnen, Nymphen oder unbestimmte klassische Figuren dar. Später wandelten sich die Köpfe zu Darstellungen der Neuen Frau der 1920er Jahre. Die Figuren der verschiedenen Künstlerinnen wiesen als Gemeinsamkeit die langen Hälse, das gelangweilte Gesicht mit Mandelaugen sowie das willkürlich-kindlich aufgetragenes Make-up auf. Besonders für Vally Wieselthier waren diese Köpfe ein Markenzeichen.
Im Jahr 1927 heiratete Calm den Kaufmann und späteren Konsul der Niederlande in Guangzhou Josephus J. Wierink. Beide reisen im selben Jahr nach Indonesien (damals Niederländisch-Indien). Bis 1934 ist die Künstlerin in Wien nachgewiesen. Wie sich ihre jüdische Herkunft auf ihr Leben  in den 1930er und 1940er Jahren auswirkte, ist nicht bekannt. Das Paar hielt sich Anfang der 1950er Jahre in China und den USA auf. Zuletzt war Calm-Wierink in Wassenaar (Niederlande) wohnhaft.

## Werk (Auswahl)

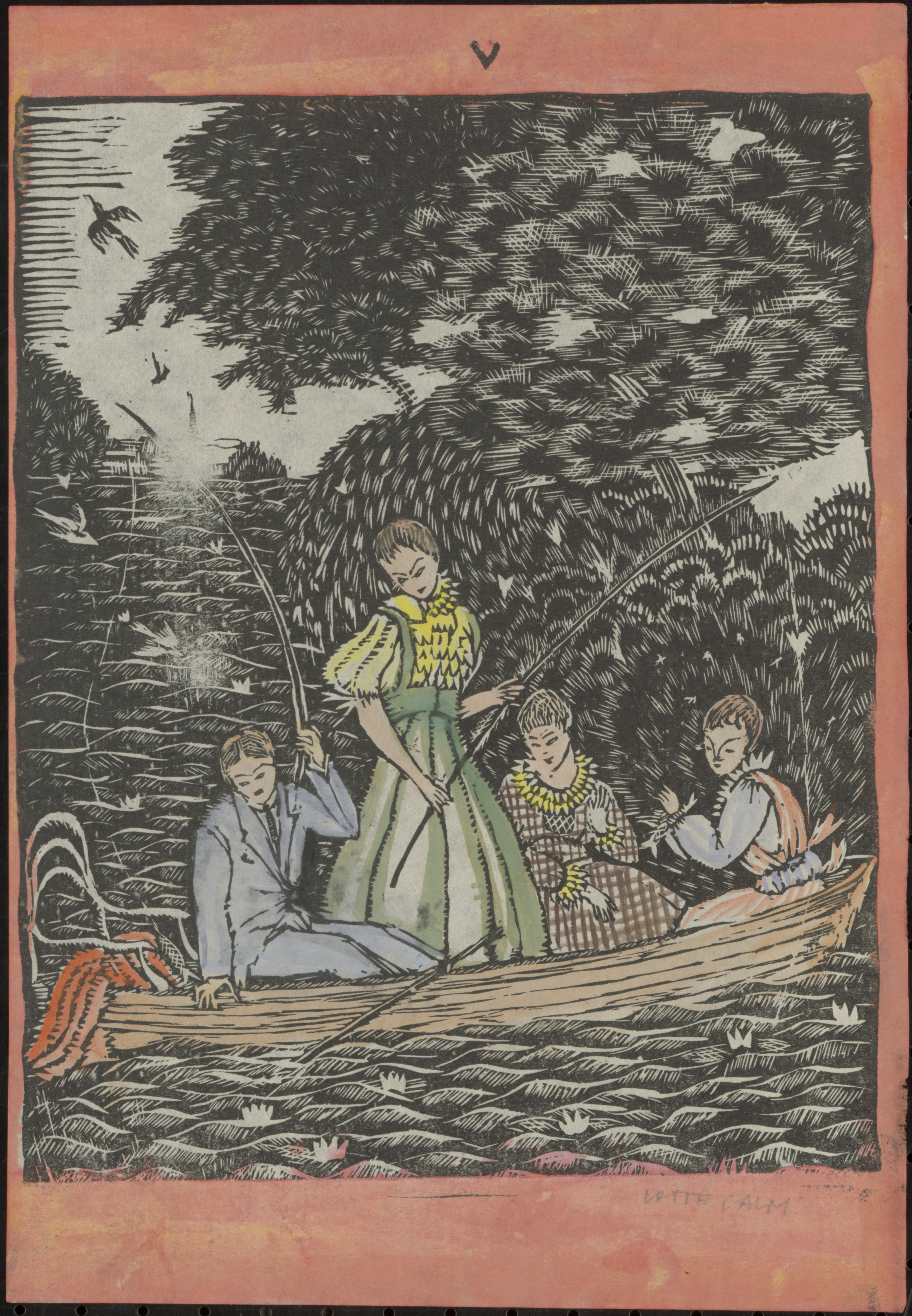
Bootsfahrt, aus: Wiener Mode 1914/15, Mappe 9/V
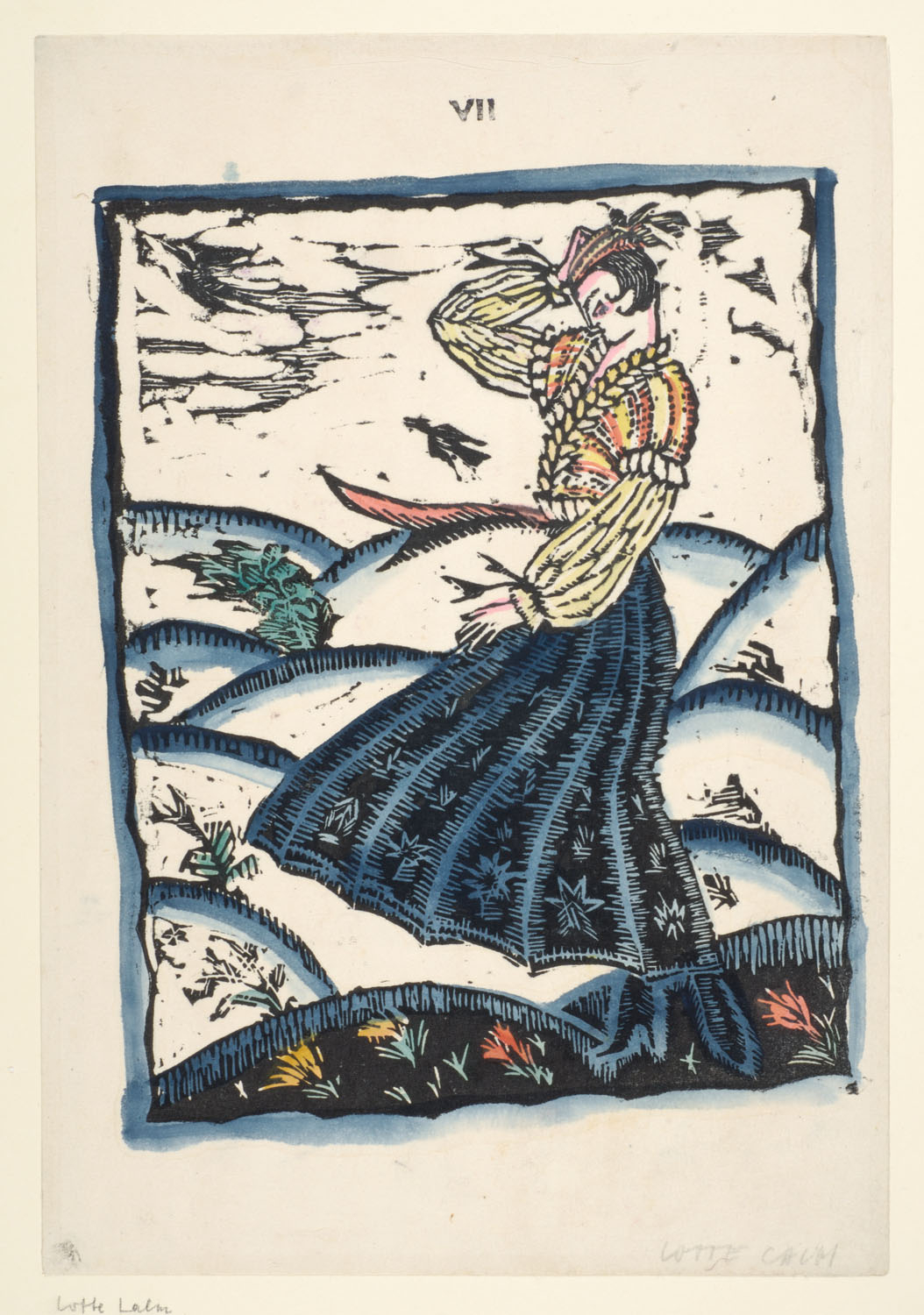
Dame in Landschaft, aus: Wiener Mode 1914/15, Mappe 9/VII

- 1915 Bootsfahrt, aus: Wiener Mode 1914/15, Mappe 9/V, Druckgrafik[4]
- 1916 Das Leben einer Dame: Spaziergang im Parke, Druckgrafik[5]
- 1918 Keramik Schaukel[6]
- 1918 Treppenaufgang in den ersten Stock, Textilabteilung der Wiener Werkstätte, Wien I, Kärntner Straße 32[7]
- 1919 Keramik Adam und Eva[8]
- 1922 Stoffentwurf[9]
- 1923 Keramik Sitzende[10]
- 1923 Aschenschale mit Figur und Pfeife[11]
- 1924 Entwurf Figur: König[12]
- 1924 Stoffmuster Akustik (2 Muster) Col. 4 u. 6 (Originaltitel)[13]
- 1925 Keramik Das Duell[14]
- 1925 Stoffmuster Kristiania (Originaltitel)[15]
- 1926 Stoffmuster Tanne[16]
- 1927 Stoffmuster Kandidus (Originaltitel)[17]

## Ausstellungen (Auswahl)
- 1915 Modeausstellung im Österreichischen Museum für Kunst und Industrie
- 1920 Kunstschau im Österreichischen Museum für Kunst und Industrie
- 1922 Beteiligung am Österreichischen Raum auf der Gewerbeschau in München[18]
- 1923 Dagobert-Peche-Gedächtnis-Ausstellung
- 1925 Weltausstellung in Paris
- 1925 Deutsche Frauenkunst im Künstlerhaus
- 1926 Ausstellung im Künstlerhaus
- 1929 Wiener Frauenkunst im Österreichischen Museum für Kunst und Industrie

Posthum
- 2021 Die Frauen der Wiener Werkstätte, MAK Wien